# Lutzomyia soccula
Lutzomyia soccula är en tvåvingeart som först beskrevs av Fairchild G. B., Hertig M. 1961.  Lutzomyia soccula ingår i släktet Lutzomyia och familjen fjärilsmyggor. Inga underarter finns listade i Catalogue of Life.